# Communauté de communes du Grand Couronné
La communauté de communes du Grand Couronné est une ancienne communauté de communes française, située dans le département de Meurthe-et-Moselle dans la région Grand Est. Créée en 2003, celle-ci a fusionné au 1er janvier 2017 avec la Communauté de communes de Seille et Mauchère, sa voisine pour former la communauté de communes de Seille et Mauchère - Grand Couronné. Cette fusion résulte des dispositions de la Loi NOTRe (août 2015) concernant le seuil de population passant à 15 000 habitants minimum pour les intercommunalités, ainsi que du vote du Schéma Départemental de Coopération Intercommunale de Meurthe-et-Moselle (arrêté par le Préfet en mars 2016).
Le siège de la nouvelle intercommunalité est fixé à Champenoux.

## Composition
Cette communauté de communes est composée des 19 communes suivantes :
| Nom                    | Code Insee | Gentilé       | Superficie (km2) | Population (dernière pop. légale) | Densité (hab./km2) |
| ---------------------- | ---------- | ------------- | ---------------- | --------------------------------- | ------------------ |
| Champenoux (siège)     | 54113      | Campussiens   | 10,99            | 1 247 (2014)                      | 113                |
| Agincourt              | 54006      | Agincourtois  | 4,17             | 441 (2014)                        | 106                |
| Amance                 | 54012      | Amançois      | 13,50            | 329 (2014)                        | 24                 |
| Bouxières-aux-Chênes   | 54089      | Bouxiérois    | 19,85            | 1 425 (2014)                      | 72                 |
| Buissoncourt           | 54104      |               | 6,91             | 275 (2014)                        | 40                 |
| Cerville               | 54110      | Cervillois    | 8,19             | 581 (2014)                        | 71                 |
| Dommartin-sous-Amance  | 54168      | Dommartinois  | 4,03             | 256 (2014)                        | 64                 |
| Erbéviller-sur-Amezule | 54180      |               | 4,45             | 79 (2014)                         | 18                 |
| Eulmont                | 54186      | Eulmontois    | 7,97             | 971 (2014)                        | 122                |
| Gellenoncourt          | 54219      |               | 3,61             | 73 (2014)                         | 20                 |
| Haraucourt             | 54250      |               | 12,48            | 712 (2014)                        | 57                 |
| Laître-sous-Amance     | 54289      |               | 5,11             | 403 (2014)                        | 79                 |
| Laneuvelotte           | 54296      |               | 9,13             | 428 (2014)                        | 47                 |
| Lenoncourt             | 54311      | Lenoncourtois | 11,53            | 597 (2014)                        | 52                 |
| Mazerulles             | 54358      |               | 6,38             | 259 (2014)                        | 41                 |
| Moncel-sur-Seille      | 54374      | Moncellois    | 12,41            | 500 (2014)                        | 40                 |
| Réméréville            | 54456      | Rémérévillois | 13,46            | 523 (2014)                        | 39                 |
| Sornéville             | 54510      | Sornévillois  | 9,22             | 342 (2014)                        | 37                 |
| Velaine-sous-Amance    | 54558      |               | 6,48             | 267 (2014)                        | 41                 |

## Administration
Le conseil communautaire est composé de 35 délégués, dont 8 vice-présidents.
| Période                                  | Période  | Identité            | Étiquette | Qualité                        |
| ---------------------------------------- | -------- | ------------------- | --------- | ------------------------------ |
| Les données manquantes sont à compléter. |          |                     |           |                                |
|                                          | En cours | Christian Guillaume |           | Adjoint au maire de Champenoux |